# Liste des résolutions du Conseil de sécurité des Nations unies adoptées en 2011
Les résolutions du Conseil de sécurité des Nations unies sont les décisions qui sont votées par le Conseil de sécurité des Nations unies.
Une telle résolution est acceptée si au moins neuf des quinze membres (depuis le 17 décembre 1963, 11 membres avant cette date) votent en sa faveur et si aucun des membres permanents qui sont la Chine, les États-Unis, la France, le Royaume-Uni et la Russie (l'Union soviétique avant 1991) n'émet de vote contre (qui est désigné couramment comme un veto).

## Résolutions 1967 à 1969
- Résolution 1967 : la situation en Côte d’Ivoire (adoptée le 19 février 2011).
- Résolution 1968 : la situation en Côte d’Ivoire (adoptée le 16 février 2011).
- Résolution 1969 : la situation au Timor-Leste (adoptée le 24 février 2011).

## Résolutions 1970 à 1979
- Résolution 1970 : paix et sécurité en Afrique (adoptée le 26 février 2011).
- Résolution 1971 : la situation au Liberia (adoptée le 3 mars 2011).
- Résolution 1972 : la situation en Somalie (adoptée le 17 mars 2011).
- Résolution 1973 : la situation en Jamahiriya arabe libyenne (adoptée le 17 mars 2011).
- Résolution 1974 : la situation en Afghanistan (adoptée le 22 mars 2011).
- Résolution 1975 : la situation en Côte d’Ivoire (adoptée le 30 mars 2011).
- Résolution 1976 : la situation en Somalie (adoptée le 11 avril 2011).
- Résolution 1977 : non-prolifération des armes de destruction massive (adoptée le 20 avril 2011).
- Résolution 1978 : rapports du secrétaire général sur le  Soudan (adoptée le 27 avril 2011).
- Résolution 1979 : la situation concernant le Sahara occidental (adoptée le 27 avril 2011).

## Résolutions 1980 à 1989
- Résolution 1980 : la situation en Côte d’Ivoire  (adoptée le 28 avril 2011).
- Résolution 1981 : la situation en Côte d’Ivoire (adoptée le 13 mai 2011).
- Résolution 1982 : rapports du secrétaire général sur le  Soudan (adoptée le 17 mai 2011).
- Résolution 1983 : maintien de la paix et de la sécurité internationales (adoptée le 7 juin 2011).
- Résolution 1984 : non-prolifération (adoptée le 9 juin 2011).
- Résolution 1985 : non-prolifération : république populaire démocratique de Corée (adoptée le 10 juin 2011).
- Résolution 1986 : La situation à Chypre (adoptée le 13 juin 2011).
- Résolution 1987 : recommandation sur la nomination du secrétaire général de l’Organisation des Nations unies (adoptée le 17 juin 2011).
- Résolution 1988 : menaces contre la paix et la sécurité internationales résultant d’actes de terrorisme (adoptée le 17 juin 2011).
- Résolution 1989 : menaces contre la paix et la sécurité internationales résultant d’actes de terrorisme (adoptée le 17 juin 2011).

## Résolutions 1990 à 1999
- Résolution 1990 : rapports du secrétaire général sur le  Soudan (adoptée le 27 juin 2011).
- Résolution 1991 : la situation concernant la république démocratique du Congo (adoptée le 28 juin 2011).
- Résolution 1992 : la situation en Côte d’Ivoire (adoptée le 29 juin 2011).
- Résolution 1993 : tribunal international chargé de juger les personnes accusées de violations graves du droit international humanitaire commises sur le territoire de l’ex-Yougoslavie depuis 1991 (adoptée le 29 juin 2011).
- Résolution 1994 : la situation au Moyen-Orient (adoptée le 30 juin 2011).
- Résolution 1995 : tribunal international chargé de juger les personnes accusées d’actes de génocide ou d’autres violations graves du droit international humanitaire commis sur le territoire du Rwanda et les citoyens rwandais accusés de tels actes ou violations commis sur le territoire d’États voisins entre le 1er janvier et le 31 décembre 1994 (adoptée le 6 juillet 2011).
- Résolution 1996 : rapports du secrétaire général sur le  Soudan (adoptée le 8 juillet 2011).
- Résolution 1997 : rapports du secrétaire général sur le  Soudan (adoptée le 11 juillet 2011).
- Résolution 1998 : les enfants et les conflits armés (adoptée le 12 juillet 2011).
- Résolution 1999 : admission d'un nouveau membre : le Soudan du Sud (adoptée le 13 juillet 2011).

## Résolutions 2000 à 2009
- Résolution 2000 : la situation en Côte d’Ivoire (adoptée le 27 juillet 2011).
- Résolution 2001 : la situation concernant l’Irak (adoptée le 28 juillet 2011).
- Résolution 2002 : la situation en Somalie (adoptée le 29 juillet 2011).
- Résolution 2003 : rapports du secrétaire général sur le  Soudan (adoptée le 29 août 2011).
- Résolution 2004 : la situation au Moyen-Orient (adoptée le 30 août 2011).
- Résolution 2005 : la situation en Sierra Leone (adoptée le 14 septembre 2011).
- Résolution 2006 : tribunal international chargé de juger les personnes accusées d’actes de génocide ou d’autres violations graves du droit international humanitaire commis sur le territoire du Rwanda et les citoyens rwandais accusés de tels actes ou violations commis sur le territoire d’États voisins entre le 1er janvier et le 31 décembre 1994 (adoptée le 14 septembre 2011).
- Résolution 2007 : tribunal international chargé de juger les personnes accusées de violations graves du droit international humanitaire commises sur le territoire de l’ex-Yougoslavie depuis 1991 (adoptée le 14 septembre 2011).
- Résolution 2008 : la situation au Libéria (adoptée le 16 septembre 2011).
- Résolution 2009 : la situation en Libye (adoptée le 16 septembre 2011).

## Résolutions 2010 à 2019
- Résolution 2010 : la situation en Somalie (adoptée le 30 septembre 2011).
- Résolution 2011 : la situation en Afghanistan (adoptée le 12 octobre 2011).
- Résolution 2012 : la question concernant Haïti (adoptée le 14 octobre 2011).
- Résolution 2013 : tribunal international chargé de juger les personnes accusées d’actes de génocide ou d’autres violations graves du droit international humanitaire commis sur le territoire du Rwanda et les citoyens rwandais accusés de tels actes ou violations commis sur le territoire d’États voisins entre le 1er janvier et le 31 décembre 1994  (adoptée le 14 octobre 2011).
- Résolution 2014 appelant le président yéménite Ali Abdullah Saleh à accepter un plan de paix et à instaurer un cessez-le-feu  (adoptée le 21 octobre 2011.
- Résolution 2015 : la situation en Somalie (adoptée le 24 octobre 2011).
- Résolution 2016 : la situation en Libye (adoptée le 27 octobre 2011).
- Résolution 2017 : la situation en Libye (adoptée le 31 octobre 2011).
- Résolution 2018 : paix et sécurité en Afrique (adoptée le 31 octobre 2011).
- Résolution 2019 : la situation en Bosnie-Herzégovine (adoptée le 16 décembre 2011).

## Résolutions 2020 à 2029
- Résolution 2020 : la situation en Somalie (adoptée le 2 décembre 2011).
- Résolution 2021 : la situation concernant la république démocratique du Congo (adoptée le 5 décembre 2011).
- Résolution 2022 : La situation en Libye (adoptée le 5 décembre 2011).
- Résolution 2023 : paix et sécurité en Afrique (adoptée le 5 décembre 2011).
- Résolution 2024 : rapports du secrétaire général sur le  Soudan (adoptée le 14 décembre 2011.
- Résolution 2025 : la situation au Libéria (adoptée le 14 décembre 2011).
- Résolution 2026 : la situation à Chypre (adoptée le 14 décembre 2011).
- Résolution 2027 : la situation au Burundi (adoptée le 20 décembre 2011).
- Résolution 2028 : la situation au Moyen-Orient (adoptée le 21 décembre 2011).
- Résolution 2029 : tribunal international chargé de juger les personnes accusées d’actes de génocide ou d’autres violations graves du droit international humanitaire commis sur le territoire du Rwanda et les citoyens rwandais accusés de tels actes ou violations commis sur le territoire d’États voisins entre le 1er janvier et le 31 décembre 1994 (adoptée le 21 décembre 2011.

## Résolutions 2030 à 2032
- Résolution 2030 : la situation en Guinée-Bissau (adoptée le 21 décembre 2011).
- Résolution 2031 : la situation en République centrafricaine (adoptée le 21 décembre 2011).
- Résolution 2032 : rapports du secrétaire général sur le Soudan (adoptée le 22 décembre 2011).